# Reserva Nacional Pacaya Samiria
Das Reserva Nacional Pacaya Samiria (RNPS) ist das größte Naturschutzgebiet Perus.
Es wurde am 25. Februar 1972 gemäß dem Decreto Supremo Nº06-72-PE gegründet. Dieses Naturschutzgebiet befindet sich im Departamento Loreto, in den Provinzen Loreto, Requena, Ucayali und Alto Amazonas. Seine Fläche erstreckt sich über 20,800 km² und ist durch seine Ausdehnung das größte im Land, das zweitgrößte im Amazonasgebiet und das viertgrößte in Südamerika. Seine zentrale Lage im peruanischen Amazonasgebiet, sowie seine große Ausdehnung, gewährleisten den Schutz verschiedener Ökosysteme des tropischen Regenwaldes und begünstigen die Erforschung der Flora und Fauna. Das Schutzgebiet wird von den namensgebenden Flüssen Río Samiria, Nebenfluss des Río Marañón, und Río Pacaya, Nebenfluss des Río Ucayali, durchflossen. Seit dem 30. März 1992 ist das Gebiet zusätzlich als Ramsar-Gebiet ausgewiesen. Im Jahr 2008 wurde das Gebiet außerdem von BirdLife International als Important Bird Area identifiziert.
Das Pacaya-Samiria-Nationalreservat und das nahe gelegene Tamshiyacu-Tahuayo Reservat bilden beide einen Biodiversitäts-Hotspot im Amazonas-Dschungel.

## Tourismus
Von Lima kommt man mit dem Flugzeug nach Iquitos. Dort können Kurztouren, Eco-Touren und individuelle Reisen gebucht werden. Die Anreise findet per Schiff über Nauta und/oder Requena statt.

## Flora
Die Vegetation ist eine der mannigfaltigsten im tropischen Regenwald. Bis jetzt wurden 847 Spezies bestimmt, die in 118 Familien gruppiert sind; 22 davon sind Orchideen.
Die Palmen nehmen eine große Fläche des Naturschutzgebietes ein. Die repräsentativste dieser Spezies ist die Aguaje (Mauritia flexuosa).
Unter den Nutzholz liefernden Baumspezies, die von wichtiger wirtschaftlicher Bedeutung sind, befinden sich: Westindische Zedrele (Cedrela odorata), China- oder Chinchonabaum (Chinchona officinalis), Caoba (Maena capimori), Kakaobaum (Theobroma cacao), Chuchuhuasa (Noxythece sp.), Hormiga caspi (Durdia eriophila), Huairuro (Ormosia amazonica), Lupuna (Ceiba chodatii) und Machín Sapote (Quararibea bicolor).

## Fauna
Die Fauna des Naturschutzgebietes ist reichhaltig und mannigfaltig. Die Zahl der Säugetierspezies beträgt 132, wobei sich die Nagetiere und die Affen hervorheben. Die 510 registrierten Vogelspezies, davon 23 Zugvögel, machen ungefähr 17 % des ganzen Landes aus. Besonders zu nennende Vogelarten sind der Karunkelhokko (Crax globulosa), der Jabiru (Jabiru mycteria) und der Schwarzgesicht-Ameisenwürger (Sakesphorus canadensis).
Die Reptilien und Amphibien werden auf mehr als 150 Spezies, in 20 Familien gruppiert, geschätzt. Bei den Fischen wurden 220 Spezies registriert.
Die Fauna der Gewässer ist eine der wichtigsten Ressourcen des Naturschutzgebietes. Hier heben sich folgende Fischarten hervor: Arapaima gigas, Brachyplatystoma rousseauxii und Brachyplatystoma tigrinum, zwei Vertreter der Antennenwelse, der Surubim (Pseudoplatystoma fasciatum), der Rotflossen-Antennenwels (Phractocephalus hemioliopterus), der Schwarze Pacu (Colossoma macropomum), Brycon melanopterus aus der Ordnung der Salmlerartigen, der Süßwasser-Umberfisch (Plagioscion squamosissimus), die Barbensalmler-Art Prochilodus nigricans, Mylossoma duriventre, der Kirschflecksalmler (Hyphessobrycon erythrostigma) und der Arowana (Osteoglossum bicirrhosum); Des Weiteren gehört zur Gewässerfauna der Pfauenaugen-Stechrochen (Potamotrygon motoro), die Arrauschildkröte (Podocnemis expansa), der Amazonas-Manati (Trichechus inunguis), der Amazonasdelfin (Inia geoffrensis) und der Sotalia (Sotalia fluviatilis).
In diesem Naturschutzgebiet werden vier Spezies, die vom Aussterben bedroht sind, geschützt: Schwarzgesichtklammeraffe (Ateles chamek), Weißstirnklammeraffe (Ateles beltzebuth), Brauner Wollaffe (Lagothrix lagotricha) und der Riesenotter (Pteronura brasiliensis).

## Ziele des Naturschutzgebietes
Die Hauptziele des Naturschutzgebietes Pacaya-Samiria sind: die repräsentativen Ökosysteme und die vielfältige Genetik des niederen Urwaldes des peruanischen Amazonasgebietes zu schützen; weiters versucht man die Forschung der Fauna und Flora voranzutreiben, sowohl an Land als auch im Wasser, wobei man eine geeignete Handhabung der gefährdeten Tiere versichert. Ferner will man die sozioökonomische Entwicklung der Bevölkerung dieser Region mittels einer vernünftigen Nutzung der Ressourcen der Flora und Fauna unterstützen und auch den lokalen Tourismus fördern.